# Cyathea thysanolepis
Cyathea thysanolepis là một loài thực vật có mạch trong họ Cyatheaceae. Loài này được (Barrington) A.R. Sm. mô tả khoa học đầu tiên năm 1990.